# Millena
Millena es un municipio de la Comunidad Valenciana, España. Situado en el norte de la provincia de Alicante, en la comarca del Condado de Cocentaina. Cuenta con 224 habitantes (INE 2015).

## Geografía
Municipio perteneciente a la comarca del Condado de Cocentaina, situado en el Valle de Travadell, en una zona accidentada por la sierra de la Caraita y por los contrafuertes de la sierra de Almudaina. 
Se accede desde Alicante, por carretera, tomando la N-340 para enlazar con la CV-70 y finalizar en la CV-710.
Limita con los términos municipales de Almudaina, Balones, Benillup, Cocentaina y Gorga.

## Historia
El Castillo del Travadell, fortaleza de origen musulmán, debió ser ocupado por la Corona de Aragón entre 1245 y 1248, sirviendo de enlace entre los castillos de Cocentaina y Planes.
Raimundo de Camera es el primer repoblador cristiano que aquí recibió tierras en 1248. Su primer señor fue Roger de Lauria, según documento expedido al efecto en 1270. A su muerte heredó el territorio su esposa, Saurina de Entenza. En 1325 pasa a su hija Margarita de Lauria, casada en segundas nupcias con el conde de Terranova.
En virtud de las disposiciones testamentarias de la hija del Gran Almirante de Aragón, en 1358 su dueño pasa a ser Pedro el Ceremonioso. En dicho año se vendió a la reina Leonor. En el año 1361, su alcalde es Berenguer Rocha. En 1394 se enajena su castillo por el Infante Don Martín a Francisco de Casa Saja. En 1409 pasa de nuevo a la Corona. Alfonso el Magnánimo dona la fortaleza en 1431 a Ramón de Perellós. En 1432 se efectúan obras de reparación en su castillo y ese mismo año, por donación regia, pasa a poder de Guillem de Vich, pasando en circunstancias no muy precisas de nuevo al rey. En 1455, mediante permuta, el castillo se transmite a Sancho Ruiz de Liori, vizconde de Gallando. En 1500, como consecuencia del matrimonio de la familia Liori, el Vall del Travadell y su castillo pasan a pertenecer a los Marqueses de Guadalest, los Folc de Cardona. 
Fue lugar de moriscos llegando a alcanzar a principios del siglo XVI la cifra de 48 casas. El 19 de abril de 1611 le fue concedida la carta de poblamiento. Perteneció a la Gobernación de Játiva hasta en 1767, y desde el reinado de Felipe V hasta el año 1833 al Corregimiento de Alcoy.
La casa marquesal de Ariza fue la última detentadora señorial del territorio, cuya jurisdicción se extingue a principios del siglo XIX.

## Geografía humana

### Demografía
Cuenta con una población de 249 habitantes (INE 2024).
| Gráfica de evolución demográfica de Millena entre 1842 y 2021                                                         |
| |
| Población de derecho según los censos de población del INE. Población de hecho según los censos de población del INE. |

### Economía
Una almazara de extracción de aceite de oliva virgen por el sistema tradicional es una de las principales actividades industriales o transformación de la localidad.

## Monumentos y lugares de interés

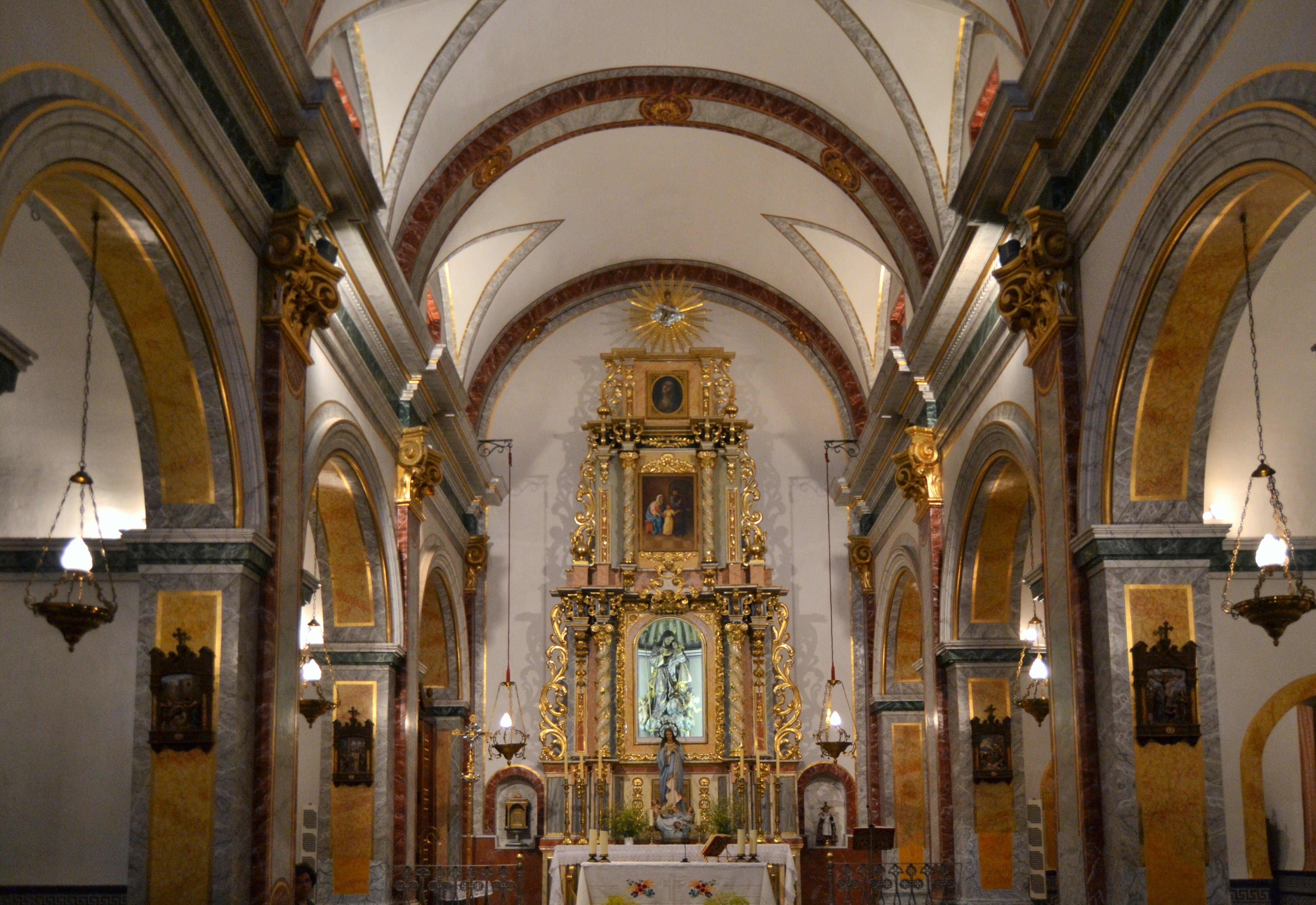
Interior de la Iglesia Parroquial de San José

- Castillo de Travadell. Declarado Bien de Interés Cultural.

- Torre de Millena. Declarada Bien de Interés Cultural.

- Iglesia Parroquial de San José. En su museo se guarda, entre casullas, cálices y demás elementos ornamentales religiosos, una cruz de nácar hecha en Belén a finales del siglo XVIII, que tiene un gran valor histórico, estando dedicada a un miembro de la Orden Franciscana hijo de la localidad.

- Olmo Milenario. Se halla en la Plaza de la Iglesia.

- Fuente de Arriba y Fuente de Abajo.

- Peña del Dimoni. Cabe destacar sus grabados en bajo relieve rupestres.

- Altozano. Se divisa una espléndida panorámica en la cual destaca la torre del Castillo de Penella, la Vall del Travadell, la de la Mariola, el Castell de Cocentaina y el Montcabrer.

## Fiestas
- Fiestas Patronales. Se celebran el segundo fin de semana del mes de julio.

## Política
|                                               |         |                              |       |         |            |            |
| Elecciones municipales del 24 de mayo de 2015 |         |                              |       |         |            |            |
| Partido                                       | Partido | Candidato                    | Votos | Votos   | Concejales | Concejales |
| Partido Socialista del País Valenciano-PSOE   |         | César Francisco García Bonet | 72    | 54,55 % | 4          | 0          |
| Partido Popular                               |         | María Milagro Soler Samper   | 27    | 20,45 % | 1          | 1          |
| Fuente: Ministerio del Interior (España).     |         |                              |       |         |            |            |

| Periodo   | Nombre                       | Partido   |
| --------- | ---------------------------- | --------- |
| 1979-1983 | Fernando Selles Nadal        | UCD       |
| 1983-1987 | José Company Pérez           | IND       |
| 1987-1991 | Lucio Cantó Company          | PSPV-PSOE |
| 1991-1995 | César Francisco García Bonet | PSPV-PSOE |
| 1995-1999 | César Francisco García Bonet | PSPV-PSOE |
| 1999-2003 | César Francisco García Bonet | PSPV-PSOE |
| 2003-2007 | César Francisco García Bonet | PSPV-PSOE |
| 2007-2011 | César Francisco García Bonet | PSPV-PSOE |
| 2011-2015 | César Francisco García Bonet | PSPV-PSOE |
| 2015-2019 | César Francisco García Bonet | PSPV-PSOE |
| 2019-2023 | César Francisco García Bonet | PSPV-PSOE |